# Kammratten
Die Kammratten oder Tukotukos (Ctenomys, Ctenomyidae) sind eine in Südamerika lebende Gattung und Familie von Nagetieren. Es sind unterirdisch lebende, grabende Tiere, die ihre Baue meist einzelgängerisch bewohnen. Die innere Systematik ist umstritten, es werden rund 70 Arten unterschieden.

## Merkmale

### Allgemeine Merkmale
Kammratten haben kompakte und muskulöse Körper, die an die unterirdische Lebensweise angepasst sind. Sie erinnern mit ihren Anpassungen an eine grabende Lebensweise stark an die nordamerikanischen Taschenmäuse, mit denen sie jedoch nur entfernt verwandt sind. Sie erreichen eine Kopfrumpflänge von 15 bis 25 Zentimeter, der Schwanz wird zusätzlich 6 bis 11 Zentimeter lang. Das Gewicht variiert zwischen 100 und 700 Gramm. Ihr Fell ist meist dick, je nach Art kann es grau, braun oder fast schwarz gefärbt sein, wobei die Unterseite in der Regel heller ist. Bei einigen Arten kann ein heller Kragen vorhanden sein, bei einigen weiteren Arten gibt es helle oder dunkle Flecken hinten den Ohren oder an anderen Körperstellen. Auf der Bauchseite können helle Stellen im Bereich der Achseln oder in der Lendengegend vorhanden sein. Körpergrößen und auch Fellfärbungen und Schädelmaße variieren teilweise auch innerhalb der Arten sehr stark.
Der Körper ist zylindrisch, der Schwanz ist wie bei vielen unterirdisch lebenden Tieren kurz und kaum behaart. Der Kopf ist wuchtig, der kaum abgesetzte Hals kurz und muskulös. Die Beine sind grundsätzlich kurz und dienen vor allem zum Graben und zur Fortbewegung innerhalb der schmalen Gänge der Wohnbaue der Tiere. Die Vorderbeine sind etwas kürzer als die Hinterbeine. Alle Zehen sind mit langen Krallen ausgestattet, wobei die der Vorderpfoten etwas länger sind. An den Hinterpfoten befinden sich kammartige Borsten, die dazu dienen, das Fell von Erde zu säubern. Die Augen sind klein, jedoch im Verhältnis zu allen anderen unterirdisch lebenden Kleinsäugern vergleichsweise groß. Sie sitzen oben am Kopf, dadurch brauchen die Tiere den Kopf nur wenig aus einem Erdloch herauszustrecken, um sich umsehen zu können. Die Ohröffnungen und die Ohrmuscheln sind sehr klein. Der Schwanz ist vergleichsweise kurz und dick, zylindrisch mit breitem Ansatz.

### Merkmale des Schädels und Skeletts
| 1 | · | 0 | · | 1 | · | 3 | = 20 |
| 1 | · | 0 | · | 1 | · | 3 | = 20 |

Der Schädel der Kammratten ist in der Regel kompakt und kurz gebaut, er variiert allerdings bei den Arten in seiner Größe und auch im Verhältnis verschiedener Teile zueinander. Wie alle Meerschweinchenverwandten haben die Kammratten in jeder Ober- und Unterkieferhälfte jeweils einen Schneidezahn, einen Prämolaren und drei Molaren, insgesamt haben sie also 20 Zähne. Zwischen den zu kräftigen Nagezähnen umgebildeten Schneidezähnen und den Prämolaren befindet sich eine für die Nagetiere typische Zahnlücke (Diastema). Die Anordnung der Höcker auf den Molaren ist nierenförmig, der hinterste Molar ist verkleinert.
Die Schädelform ist in der Regel assoziiert mit der Ausprägung der oberen Schneidezähne. Diese sind groß und dick, sie sind auf der Vorderseite durch eine kräftige Schmelzschicht leuchtend orange gefärbt und ragen auch bei geschlossenem Maul aus diesem hervor. Wie die Vorderfüße sind auch sie zum Graben ausgebildet und die Tiere sind in der Lage, sie auch bei geschlossenem Maul einzusetzen. Bei einigen Arten sind sie entsprechend vorstehend (proodont), sie können jedoch auch waaregerecht oder sogar leicht nach innen gerichtet sein. Je nach Lage und Grabetätigkeit ist die am Kopf ansetzende Kiefermuskulatur und damit auch die Weite und Ausgestaltung der Jochbögen und der Muskelansatzstellen am Hirnschädel ausgeprägt.

### Genetische Merkmale
Die Kammratten zeichnen sich zudem durch eine sehr hohe Variabilität der Chromosomenzahlen aus, die von 2n=10 bei der Steinbach-Kammratte (Ctenomys steinbachi) bis 2n=70 Chromosomen bei der D’Orbigny-Kammratte (Ctenomys dorbignyi) reichen und häufig auch innerhalb der Arten sehr stark variieren können. Damit weisen sie die größte Variabilität der Chromosomenzahlen einer Gattung innerhalb der Säugetiere auf.

## Verbreitung und Lebensraum
Kammratten sind im südlichen Südamerika beheimatet, ihr Verbreitungsgebiet reicht vom südlichen Peru und dem mittleren Brasilien bis Feuerland. Sie finden sich in einer Reihe von Lebensräumen von den Tropen bis in die subantarktischen Regionen. Sie leben häufig in Graslandgebieten und Wäldern, aber beispielsweise auch im Altiplano und in Bergregionen und Gebirgen. Im Altiplano im Süden Perus und Bolivien kommen sie in Höhen von über 4.000 Metern vor, in anderen Regionen wie Chile, Argentinien und im östlichen Brasilien sind sie im Flachland bis auf Meeresniveau anzutreffen.
Die meisten Arten der Gattung haben aufgrund der stark fragmentierten Lebensräume in den Anden eine jeweils sehr begrenzte und lokale Verbreitung und sind nicht selten nur an einzelnen Fundorten nachgewiesen. Nur wenige Arten weisen größere Verbreitungsgebiete auf und sind über weitere Gebiete anzutreffen. Kammratten leben in relativ kleinen Populationen, die von anderen Populationen durch Gebiete mit ungeeigneten Bodenverhältnissen oder andere Barrieren wie Gestein oder Flüssen getrennt werden. Dies hat zur Entstehung der großen Zahl von Arten geführt, deren systematische Einordnung in der Diskussion bleibt.

## Namensgebung
Der wissenschaftliche Name leitet sich von den kammartigen Borsten an den Hinterpfoten der Kammratten ab (altgriechisch κτείς / κτενός kteís / ktenós, deutsch ‚Kamm‘, altgriechisch μῦς mŷs, deutsch ‚Maus‘), die ihr auch ihren deutschen (und französischen) Namen gaben.

## Lebensweise

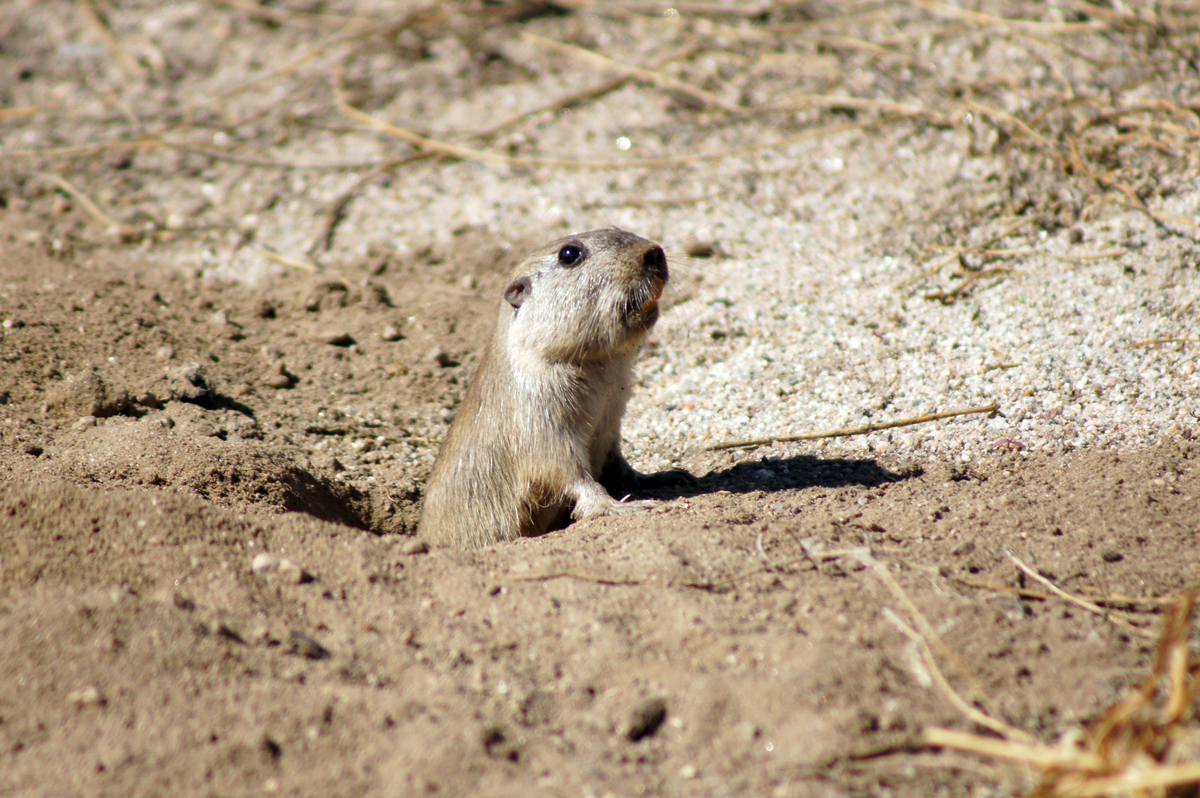
Ctenomys tucumanus

Die Baue der Kammratten bestehen aus einem langen, manchmal leicht gekurvten Haupttunnel, von dem Nebengänge abzweigen, die entweder in Sackgassen enden oder zu Futterplätzen an der Oberfläche führen. Der Haupttunnel kann 14 Meter lang sein, er hat einen Durchmesser von rund 5 bis 7 Zentimetern und verläuft rund 30 Zentimeter unter der Erdoberfläche. Unterhalb des Haupttunnels befindet sich eine mit Gras verkleidete Schlafkammer, daneben gibt es mehrere Kammern, in denen Nahrung gelagert wird. Die Ausgänge an der Oberfläche können mit Erdhaufen markiert sein, manchmal verschließen die Tiere sie, wenn sie im Bau sind.
Die meiste Grabetätigkeit geschieht tagsüber, hauptsächlich am frühen Morgen und späten Nachmittag. Die Erde wird dabei mit den Vorderfüßen gelockert und mit den Hinterfüßen nach hinten gescharrt. Mit den Zähnen durchtrennen sie Wurzeln, die im Weg sind. Die meisten Arten leben einzelgängerisch, es gibt aber vereinzelte Berichte von mehreren Weibchen, die einen gemeinsamen Bau bewohnen. Männchen gelten hingegen als territorialer und aggressiver.
Die Bezeichnung Tukotukos ist eine lautmalerische Angleichung an den Laut, den die Männchen ausstoßen und der vermutlich das Territorium markiert. Der Laut klingt eigentlich wie „tlok-tlok-tlok“, er dauert 10 bis 20 Sekunden und wird gegen Ende hin schneller.

### Ernährung
Kammratten sind reine Pflanzenfresser, die sich von verschiedenen Pflanzenteilen, wie Wurzeln, Knollen, Stängeln, Gräsern und anderem ernähren. Manche Pflanzen wie Stängel und Gräser ziehen sie von unten in den Bau hinein, andere versuchen sie von den Eingängen ihres Baus aus zu erreichen. Sie verlassen aber selten ihren Bau vollständig.

### Fortpflanzung
Über die Fortpflanzung der meisten Arten ist kaum etwas bekannt. Üblicherweise tragen die Weibchen im Jahr nur einen Wurf aus, nur selten zwei. Vielfach fällt der Zeitpunkt der Geburt in die Regenzeit, wenn reichlich Nahrung vorhanden ist. Die Tragzeit beträgt rund 100 bis 120 Tage und die Wurfgröße eins bis sieben.

## Evolution und Systematik

### Stammesgeschichte
Die heutigen Kammratten bestehen aus nur einer rezenten Gattung, Ctenomys, die aus etwa 70 Arten besteht. Sie entstammen den Meerschweinchenverwandten Südamerikas und haben sich seit dem Miozän über mehrere Schritte an die grabende und unterirdische Lebensweise angepasst. Von anderen Taxa der Stammlinie haben sie sich wahrscheinlich im Pliozän  getrennt. Zu den näheren Verwandten gehören die fossilen Gattungen Eucelophorus aus dem mittleren Pliozän bis in das Pleistozän, Xenodontomys und Actenomys aus dem späten Miozän bis in das Pliozän, Praectenomys aus dem Pliozän sowie die als Schwestergruppe zu den rezenten Kammratten betrachtete Gattung Paractenomys, ebenfalls aus dem Pliozän. 2020 wurde die subfossile Kammrattenart Ctenomys viarapaensis aus dem Holozän Argentiniens beschrieben.
Die Artbildung und adaptive Radiation gilt als eine der am schnellsten stattgefundenen Artaufspaltungsprozesse innerhalb einer rezenten Säugetiergattung. Die Prozesse der Artbildung und die Gründe hierfür sind Gegenstand intensiver Forschung, wobei vor allem die Genetik und Molekularbiologie eine zentrale Rolle spielt.

### Äußere Systematik

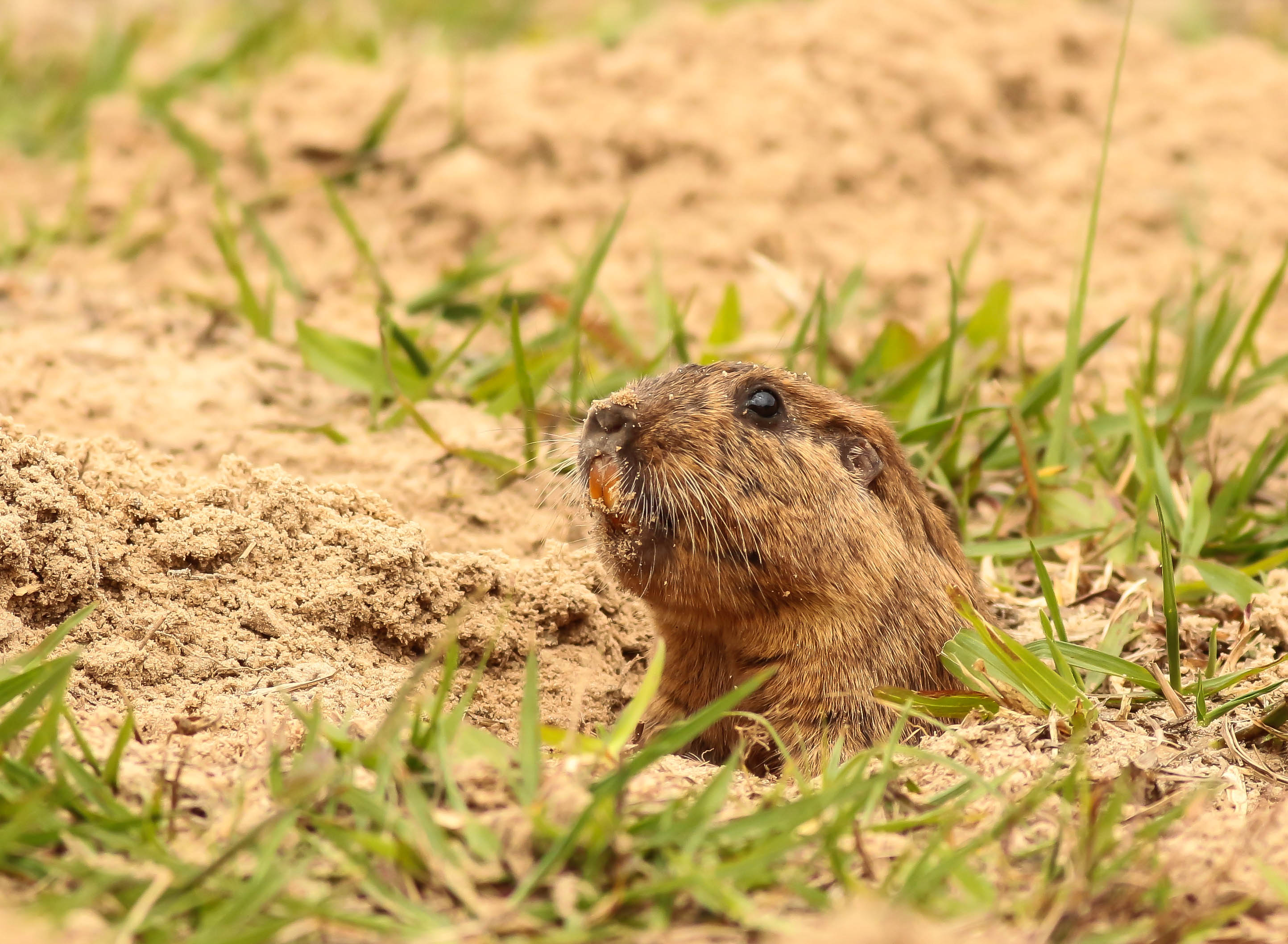
Zwergkammratte (Ctenomys minutus)

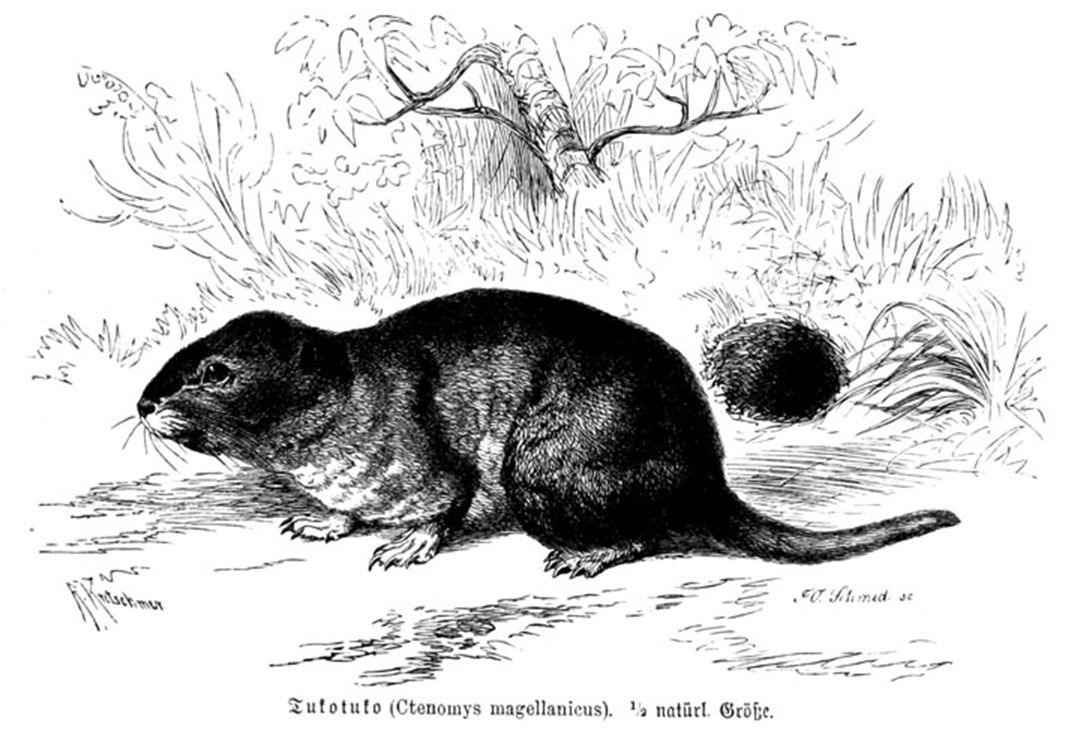
Ctenomys magellanicus in Brehms Thierleben, 1883

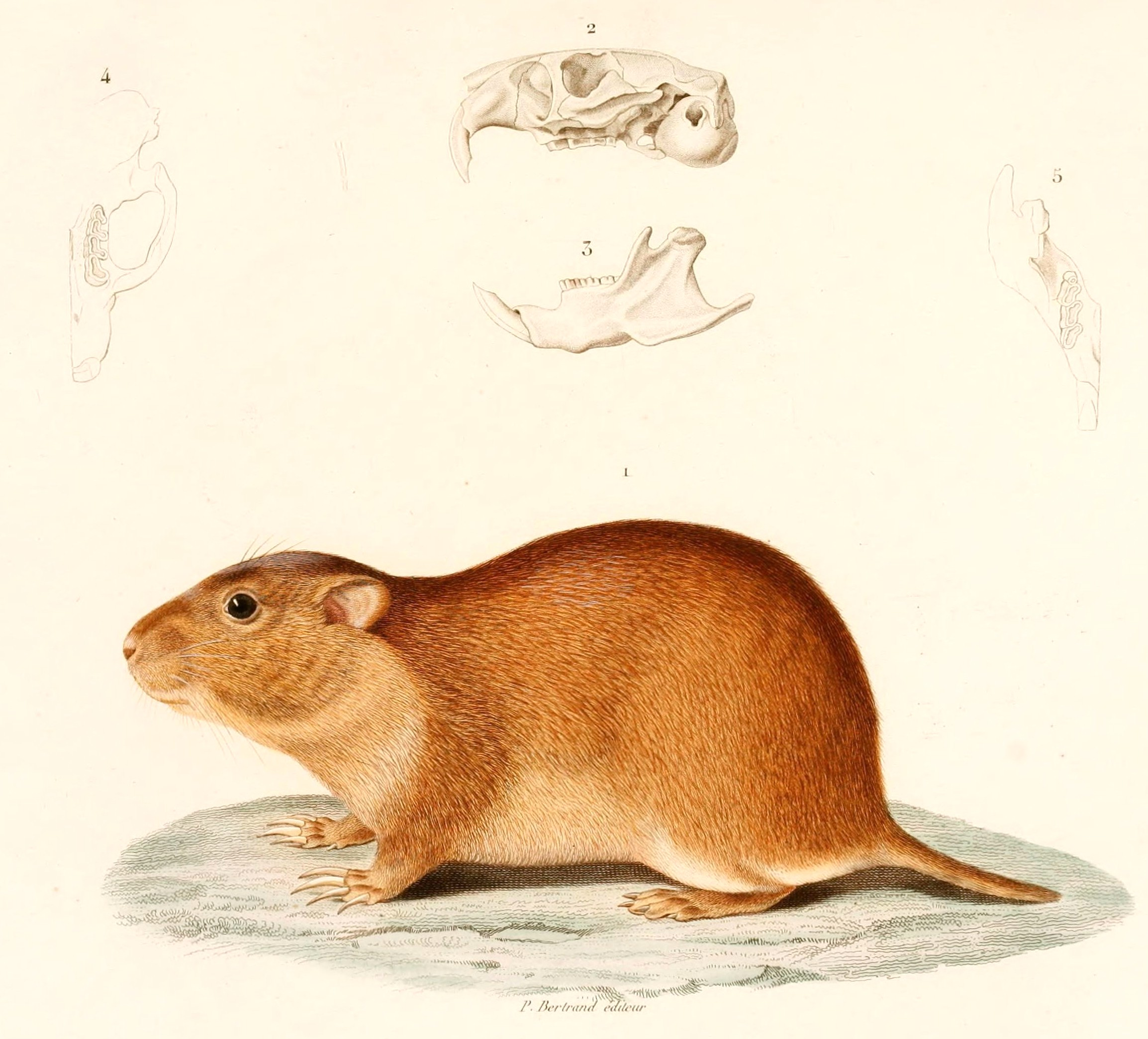
Ctenomys brasiliensis, Darstellung von 1847

Die Familie der Kammratten wurde 1842 von René Primevère Lesson eingerichtet und enthält nur eine rezente Gattung, die von Henri Marie Ducrotay de Blainville bereits 1826 etablierte Gattung Ctenomys. Die Kammratten werden innerhalb der Nagetiere zu den Meerschweinchenverwandten gerechnet. Ihre Schwestergruppe sind die Trugratten, als deren Unterfamilie sie manchmal klassifiziert werden.

### Innere Systematik
Die innere Systematik ist unübersichtlich und befindet sich in einer ständigen Revision. Frühe Studien zur Systematik und Taxonomie basierten auf der Fellfarbe, allgemeinen morphologischen Analysen des Schädels und anderer Merkmale des Körpers. Später wurden cytologische und molekularbiologische Merkmale wie Chromosomenanzahl, Allozyme und DNA-Sequenzen sowie die Spermienform verwendet, um die Systematik und Biogeographie dieser Nagetiere zu untersuchen. Die Arten unterscheiden sich teilweise erheblich in der Chromosomenzahl mit Karyotypen von 2n=10 bis 2n=70 Chromosomen, sind aber morphologisch sehr ähnlich. Auf der Basis von morphologischen Unterschieden wurden die Kammratten in drei Untergattungen aufgeteilt, wobei die Untergattung Chacomys nur die Conover-Kammratte (Ctenomys conoveri) und die Untergattung Haptomys nur die Weißzahn-Kammratte (Ctenomys leucodon) enthalten, während alle anderen Arten der Untergattung Ctenomys zugeordnet werden. Auf der Basis molekularbiologischer Untersuchungen ist die Trennung allerdings nicht haltbar. Innerhalb der Gattung wurden auf der Basis der DNA heute zahlreiche Artengruppen gebildet.
Während Wilson & Reeder (2005) etwa 50 Arten führte, listet das Handbook of the Mammals of the World 69 Arten der Gattung.
- Anderson-Kammratte (Ctenomys andersoni) kommt im südlichen Zentrum Boliviens vor.[5]
- Argentinische Kammratte (Ctenomys argentinus) lebt im mittleren Norden von Argentinien (Provinzen Formosa, Chaco, Santiago del Estero und Santa Fe).
- Südliche Kammratte oder Dünen-Kammratte (Ctenomys australis) kommt im östlichen Argentinien (Provinz Buenos Aires) vor.
- Azara-Kammratte (Ctenomys azarae) ist im mittleren Argentinien (Provinzen Córdoba und La Pampa) beheimatet.
- Cordoba-Kammratte oder Berg-Kammratte (Ctenomys bergi) lebt nur im Südwesten der argentinischen Provinz Córdoba.
- Zweifarbige Kammratte (Ctenomys bicolor) lebt nur im zentralen Brasilien.
- Ctenomys bidaui kommt nur in der argentinischen Provinz Chubut in der Nähe der Halbinsel Valdés vor.[6]
- Bolivien-Kammratte (Ctenomys boliviensis) bewohnt das mittlere Bolivien, Südwest-Brasilien (Mato Grosso), West-Paraguay und Nordargentinien (Formosa).
- Bonetto-Kammratte (Ctenomys bonettoi) ist nur vom Südosten der argentinischen Provinz Chaco bekannt.
- Brasilianische Kammratte (Ctenomys brasiliensis) bewohnt das östliche Brasilien.
- Budin-Kammratte (Ctenomys budini) ist in Jujuy (Argentinien) beheimatet.
- Colburn-Kammratte (Ctenomys colburni) bewohnt den Westen der argentinischen Provinz Santa Cruz.
- Puntilla-Kammratte (Ctenomys coludo) lebt in der Provinz Catamarca (Argentinien).
- Conover-Kammratte oder Chaco-Kammratte (Ctenomys conoveri) ist in der Chaco-Region in Südost-Bolivien, Paraguay und Nordost-Argentinien beheimatet.
- Ctenomys contrerasi kommt in der argentinischen Provinz Chubut vor.[6]
- D’Orbigny-Kammratte (Ctenomys dorbignyi) kommt nur in der argentinischen Provinz Corrientes vor.
- Streifenkammratte (Ctenomys dorsalis) lebt in Paraguay westlich des Flusses Paraguay.
- Emilio-Budin-Kammratte (Ctenomys emilianus) bewohnt ein kleines Gebiet mit Sanddünen in der Provinz Neuquén.
- Ctenomys eileenae kommt in der westargentinischen Provinz La Rioja vor.[7]
- Erika-Kammratte (Ctenomys erikacuellarae) kommt im südlichen Zentrum Boliviens vor.[5]
- Famatina-Kammratte (Ctenomys famosus) ist in der argentinischen Provinz Rioja beheimatet.
- Flamarion-Kammratte (Ctenomys flamarioni) kommt nur im brasilianischen Staat Rio Grande do Sul vor und ist von der Zersiedlung bedroht.
- Foch-Kammratte (Ctenomys fochi) lebt in der Provinz Catamarca (Argentinien).
- Lago-Blanco-Kammratte (Ctenomys fodax) bewohnt die südargentinische Provinz Chubut.
- Rötliche Kammratte oder Waldkammratte (Ctenomys frater) lebt im südwestlichen Bolivien in Höhen bis 4300 Meter.
- Gelbbraune Kammratte oder Langschwanzkammratte (Ctenomys fulvus) ist in Gebirgsregionen in Nordchile im Bereich der Atacama-Wüste beheimatet.
- Goodfellow-Kammratte (Ctenomys goodfellowi) bewohnt die Provinz Santa Cruz in Südost-Bolivien.
- Haig-Kammratte oder Patagonien-Kammratte (Ctenomys haigi) kommt in den südargentinischen Provinzen Chubut und Rio Negro vor.
- Ibicui-Kammratte (Ctenomys ibicuiensis) kommt im Süden Brasiliens vor.
- San-Juan-Kammratte (Ctenomys johannis) lebt nur im Süden der Provinz San Juan (Argentinien).
- Jujuy-Kammratte (Ctenomys juris) ist im Südosten der argentinischen Provinz Jujuy beheimatet.
- Knight-Kammratte oder Catamarca-Kammratte (Ctenomys knighti) bewohnt Gebirgsländer im westlichen Argentinien.
- Lami-Kammratte (Ctenomys lami) lebt im südbrasilianischen Bundesstaat Rio Grande do Sul.
- Gefleckte Kammratte oder Gelbbraune Kammratte (Ctenomys latro) ist im nordwestlichen Argentinien (Provinzen Tucumán und Salta) beheimatet.
- Lessa-Kammratte (Ctenomys lessai) kommt im Zentrum Boliviens vor.[5]
- Weißzahn-Kammratte (Ctenomys leucodon) lebt um den Titicacasee in Ostperu und Westbolivien.
- Lewis-Kammratte (Ctenomys lewisi) bewohnt das südliche Bolivien.
- Magellan-Kammratte (Ctenomys magellanicus) lebt im äußersten Süden Chiles und Argentiniens einschließlich der Insel Feuerland. Diese Art ist laut IUCN gefährdet.
- Maria-Farelli-Kammratte (Ctenomys mariafarelli) in Bolivien im Nordosten von Vallegrande.
- Maule-Kammratte (Ctenomys maulinus) ist in Chile (zwischen den Regionen Maule und Araucania) und der angrenzenden argentinischen Provinz Neuquén beheimatet.
- Mendoza-Kammratte (Ctenomys mendocinus) bewohnt die Abhänge der Anden im westlichen Argentinien.
- Ctenomys miguelchristie kommt in der Provinz Mendoza in Argentinien vor.
- Zwergkammratte oder Kleine Kammratte (Ctenomys minutus) lebt im östlichen Bolivien und dem südlichen Brasilien.
- Natterer-Kammratte (Ctenomys nattereri) lebt im Osten Boliviens.
- Heimliche Kammratte (Ctenomys occultus) kommt im nordwestlichen Argentinien (Provinz Tucumán und angrenzende Gebiete) vor.
- Hochland-Kammratte oder Anden-Kammratte (Ctenomys opimus) ist in der Puna-Region in Nordwest-Argentinien, Südwest-Bolivien, Südperu und Nordchile beheimatet.
- Osvaldo-Reig-Kammratte (Ctenomys osvaldoreigi) ist nur aus der argentinischen Provinz Córdoba bekannt.
- Paraguay-Kammratte (Ctenomys paraguayensis) lebt im Südosten von Paraguay.
- Pearson-Kammratte (Ctenomys pearsoni) lebt in Uruguay.
- Goya-Kammratte oder Corrientes-Kammratte (Ctenomys perrensi) kommt nur in der nordostargentinischen Provinz Corrientes vor.
- Peruanische Kammratte (Ctenomys peruanus) bewohnt den Altiplano im äußersten Süden Perus.
- Pilar-Kammratte (Ctenomys pilarensis) ist im östlichen Paraguay beheimatet.
- Ctenomys plebiscitum kommt im nördlichen Patagonien vor.[8]
- San-Luis-Kammratte oder Mittlere Kammratte (Ctenomys pontifex) lebt in Westargentinien (Provinzen San Luis und Mendoza).
- Porteous-Kammratte oder Zimtfarbene Kammratte (Ctenomys porteousi) bewohnt die ostargentinischen Provinzen Buenos Aires und La Pampa.
- Pundt-Kammratte (Ctenomys pundti) ist in den argentinischen Provinzen Córdoba und San Luis verbreitet.
- Río-Negro-Kammratte (Ctenomys rionegrensis) lebt im östlichen Argentinien und Uruguay.
- Roig-Kammratte (Ctenomys roigi) kommt nur in Corrientes (Argentinien) vor.
- Rondônia-Kammratte (Ctenomys rondoni) kommt im Südwesten Brasiliens vor.
- Pascual-Kammratte (Ctenomys rosendopascuali) kommt in Argentinien vor.
- Salta-Kammratte (Ctenomys saltarius) ist in Nordargentinien (Salta und Jujuy) beheimatet.
- Scaglia-Kammratte (Ctenomys scagliai) ist nur aus der Provinz Tucumán (Nordargentinien) bekannt.
- Seidenkammratte (Ctenomys sericeus) lebt in den südargentinischen Provinzen Santa Cruz, Chubut und Río Negro.
- Soziale Kammratte oder Kolonien-Kammratte (Ctenomys sociabilis) kommt nur in der Provinz Meuquén (Argentinien) vor.
- Steinbach-Kammratte (Ctenomys steinbachi) lebt in der Provinz Santa Cruz in Bolivien.
- Waldkammratte (Ctenomys sylvanus) ist in Nordwestargentinien (Provinzen Jujuy und Salta) verbreitet.
- Talas-Kammratte oder La-Plate-Kammratte (Ctenomys talarum) bewohnt die Küstenregion der argentinischen Provinz Buenos Aires.
- Ctenomys thalesi kommt nur im Nordosten der argentinischen Provinz Chubut vor.[6]
- Halsband-Kammratte (Ctenomys torquatus) kommt in Uruguay, Nordost-Argentina und Südbrasilien vor.
- Robuste Kammratte (Ctenomys tuconax) ist nur in der argentinischen Provinz Tucumán beheimatet.
- Tucumán-Kammratte (Ctenomys tucumanus) lebt im nordwestlichen Argentinien.
- Sierra-del-Tontal-Kammratte (Ctenomys tulduco) kommt nur in der Provinz San Juan (Argentinien) vor.
- Ctenomys uco lebt im mittleren Westen Argentiniens.[9]
- Guanacache-Kammratte oder Guaymalién-Kammratte (Ctenomys validus) bewohnt die argentinische Provinz Mendoza.
- Ctenomys verzi kommt in der Provinz Mendoza im zentralen Westen Argentiniens vor.[7]
- Vipos-Kammratte oder Trancas-Kammratte (Ctenomys viperinus) ist nur im Norden der Provinz Tucumán (Argentinien) beheimatet.
- Yates-Kammratte (Ctenomys yatesi) kommt im Südosten Boliviens vor.[5]
- Yolanda-Kammratte oder Santa-Fe-Kammratte (Ctenomys yolandae) lebt in der argentinischen Provinz Santa Fe.

Auf der Basis molekularbiologischer Untersuchungen wurden innerhalb der Gattung mehrere Verwandtschaftsgruppen identifiziert, wobei 8 Hauptgruppen beschrieben wurden: boliviensis, frater, mendocinus, opimus, magellanicus, talarum, torquatus, and tucumanus. Diese umfassen jeweils mit der namensgebenden Art eine bis sechs Arten, die jeweils einen Artenkomplex darstellen. In diese Untersuchung aus dem Jahr 2011 wurden allerdings nicht alle Arten der Gattung einbezogen.

## Kammratten und Menschen
Mancherorts dringen Kammratten in Felder und Plantagen ein, weswegen sie als Plage angesehen werden. Ihre knapp unter der Oberfläche gelegenen Baue führen auch dazu, dass Pferde und andere Tiere einbrechen und sich dabei die Beine brechen können. Aus diesen Gründen werden einzelne Arten teilweise intensiv bejagt. In manchen stark landwirtschaftlich geprägten Regionen sind sie verschwunden, für genaue Angaben zum Gefährdungsgrad fehlen meist die Daten.